# Nothobranchius
Genre
Synonymes
- Fundulosoma Ahl, 1924

Nothobranchius est un genre de poissons d'eau douce annuels d'Afrique de l'Est, il appartient à la famille Nothobranchiidés, il a longtemps été inclus dans le Aplocheilidae. Ce sont des killies annuels, de l'ordre Cyprinodontiformes. Il existe de nombreuses espèces: on dénombrait en janvier 2012 un total de 60 espèces, sans compter les sous-espèces et variétés. Beaucoup d'espèces ont une très petite distribution géographique.
Ce sont les vertébrés avec la plus courte durée de vie, notamment Nothobranchius furzeri du Mozambique et du Zimbabwe qui possède une longévité de 3 à 6 mois seulement. Et ils atteignent très rapidement leur maturité sexuelle, ce qui en fait des poissons appréciés de certains aquariophiles et des animaux de laboratoires intéressants pour l'étude de la croissance ou du vieillissement. L'un d'entre eux a aussi servi à étudier les effets de transplantations fécales entre jeunes et vieux individus sur la durée de vie de ces poissons.
Quand les killies vieillissent, leurs écailles deviennent moins brillantes et leurs capacités cognitives se dégradent et beaucoup développent des tumeurs, phénomènes dont l'équivalent se produit en années chez la souris de laboratoire et en décennies chez les primates dont l'homme. De plus ces poissons présentent l'intérêt d'être génétiquement plus proches de l'Homme que ne le sont les mouches des fruits (drosophiles), les nématodes et autres organismes de laboratoire à vie courte, aussi utilisés par la recherche sur le vieillissement.
- Étymologie: grec "nothos": faux, et "branchia": branchie.

## Sous-genres
Liste:[réf. souhaitée]
- Nothobranchius (Adiniops) Myers, 1924
- Nothobranchius (Aphyobranchius) Wildekamp, 1977
- Nothobranchius (Nothobranchius) Peters, 1868
- Nothobranchius (Paranothobranchius) Seegers, 1985
- Nothobranchius (Pronothobranchius) Radda, 1969
- Nothobranchius (Zononothobranchius) Radda, 1969

## Liste d'espèces
Selon FishBase 67 espèces (05/2015):
- Nothobranchius albimarginatus Watters, Wildekamp & Cooper, 1998
- Nothobranchius annectens Watters, Wildekamp & Cooper, 1998
- Nothobranchius bojiensis Wildekamp & Haas, 1992
- Nothobranchius boklundi Valdesalici, 2010
- Nothobranchius brieni Poll, 1938
- Nothobranchius cardinalis Watters, Cooper & Wildekamp, 2008
- Nothobranchius eggersi Seegers, 1982
- Nothobranchius elongatus Wildekamp, 1982
- Nothobranchius fasciatus Wildekamp & Haas, 1992
- Nothobranchius flammicomantis Wildekamp, Watters & Sainthouse, 1998
- Nothobranchius foerschi Wildekamp & Berkenkamp, 1979
- Nothobranchius furzeri Jubb, 1971
- Nothobranchius fuscotaeniatus Seegers, 1997
- Nothobranchius geminus Wildekamp, Watters & Sainthouse, 2002
- Nothobranchius guentheri (Pfeffer, 1893)
- Nothobranchius hassoni Valdesalici & Wildekamp, 2004
- Nothobranchius hengstleri Valdesalici, 2007
- Nothobranchius interruptus Wildekamp & Berkenkamp, 1979
- Nothobranchius janpapi Wildekamp, 1977
- Nothobranchius jubbi Wildekamp & Berkenkamp, 1979
- Nothobranchius kadleci Reichard, 2010
- Nothobranchius kafuensis Wildekamp & Rosenstock, 1989
- Nothobranchius kilomberoensis Wildekamp, Watters & Sainthouse, 2002
- Nothobranchius kirki Jubb, 1969
- Nothobranchius kiyawensis Ahl, 1928
- Nothobranchius korthausae Meinken, 1973
- Nothobranchius krammeri Valdesalici & Hengstler, 2008
- Nothobranchius krysanovi, Shidlovskiy, Watters & Wildekamp, 2010
- Nothobranchius kuhntae (Ahl, 1926)
- Nothobranchius lourensi Wildekamp, 1977
- Nothobranchius lucius Wildekamp, Shidlovskiy & Watters, 2009
- Nothobranchius luekei Seegers, 1984
- Nothobranchius makondorum Wildekamp, Shidlovskiy & Watters, 2009
- Nothobranchius malaissei Wildekamp, 1978
- Nothobranchius melanospilus (Pfeffer, 1896)
- Nothobranchius microlepis (Vinciguerra, 1897)
- Nothobranchius neumanni (Hilgendorf, 1905)
- Nothobranchius nubaensis Bellemans, 2003
- Nothobranchius ocellatus (Seegers, 1985)
- Nothobranchius oestergaardi Valdesalici & Amato, 2011
- Nothobranchius orthonotus (Peters, 1844)
- Nothobranchius palmqvisti (Lönnberg, 1907)
- Nothobranchius patrizii (Vinciguerra, 1927)
- Nothobranchius pienaari Shidlovskiy, Watters & Wildekamp, 2010
- Nothobranchius polli Wildekamp, 1978
- Nothobranchius rachovii Ahl, 1926
- Nothobranchius robustus Ahl, 1935
- Nothobranchius rosenstocki Valdesalici & Wildekamp, 2005
- Nothobranchius rubripinnis Seegers, 1986
- Nothobranchius rubroreticulatus Blache & Miton, 1960
- Nothobranchius ruudwildekampi Costa, 2009
- Nothobranchius seegersi Valdesalici & Kardashev, 2011
- Nothobranchius steinforti Wildekamp, 1977
- Nothobranchius symoensi Wildekamp, 1978
- Nothobranchius taeniopygus Hilgendorf, 1891
- Nothobranchius thierryi (Ahl, 1924)
- Nothobranchius ugandensis Wildekamp, 1994
- Nothobranchius virgatus Chambers, 1984
- Nothobranchius vosseleri Ahl, 1924
- Nothobranchius willerti Wildekamp, 1992

et décrits depuis[réf. souhaitée]
- Nothobranchius kadleci Reichard, 2010
- Nothobranchius mkuziensis (Fowler, 1934) ancien synonyme (Neumann 2008) de Nothobranchius orthonotus